# HC Vítkovice
HC Vítkovice Ridera ist ein tschechischer Eishockeyklub aus Ostrau, der der höchsten Spielklasse Tschechiens, der Extraliga, angehört.

## Geschichte
1928 wurde im Mährisch Ostrauer Stadtteil Vítkovice ein Eishockeyklub gegründet. Der erste nennenswerte Erfolg gelang dem SSK Vítkovice 1934 mit dem Gewinn der mährischen und slowakischen Meisterschaft. 1936 war der Klub Gründungsmitglied der obersten tschechoslowakischen Liga. Die Premierensaison schloss Vítkovice auf Rang fünf ab und hatte die Ehre, das erste Spiel der neuen Liga bestreiten zu dürfen. 1943 folgte, schon als ČSK Vítkovice, der erste Abstieg, der Wiederaufstieg gelang 1949 unter dem Namen ZSJ Vítkovické železárny. Nach zwei zweiten Plätzen gewann die Mannschaft 1952 den tschechoslowakischen Meistertitel. Nach einigen Saisonen im Mittelfeld stieg die Mannschaft 1960 aus der höchsten Spielklasse ab. Zwar folgte der sofortige Wiederaufstieg, aber nach nur vier Jahren der nächste Abstieg. Erst 1973 kehrte Vítkovice zurück in die 1. Liga. Nach einigen Platzierungen im Mittelfeld der Tabelle gelang es Vítkovice 1981 zum zweiten Mal in der Vereinsgeschichte, tschechoslowakischer Eishockeymeister zu werden. Nachdem die wichtigsten Spieler den Verein verlassen hatten, stieg Vítkovice 1985 ab. Die Rückkehr in die oberste Liga gelang 1988. Mitte der 1990er Jahre zählte der HC Vítkovice zur Spitze der tschechischen Extraliga, 1997 wurde die Mannschaft Vizemeister, 1998 Dritter. In dieser Saison stellte man mit David Moravec auch den Torschützenkönig der Liga. Im Spieljahr 1999/2000 rettete sich die Mannschaft erst in der Relegation gegen den Sieger der 1. Liga Dukla Jihlava vor dem Abstieg. In den Jahren danach konnte sich die Mannschaft in der Abschlusstabelle zumeist vorne platzieren.

## Vereinsnamen
1928 gegründet als SSK Vítkovice, ab 1938 ČSK Vítkovice, ab 1949 ZSJ Vítkovické železárny, ab 1953 TJ Baník Vítkovice, ab 1957 VŽKG Ostrava / Vítkovice, ab 1976 TJ Vítkovice, ab 1993 HC Vítkovice, ab 2003 HC Vítkovice Steel, ab 2016 HC Vítkovice Ridera

## Erfolge
- Tschechoslowakischer Meister: 1952, 1981
- Tschechischer Vizemeister 1997, 2002, 2010 und 2011

## Heimspielstätte
Der HC Vítkovice trägt seine Heimspiele in der Ostravar Aréna im Stadtteil Zábřeh aus, die 10.157 Sitzplätze hat. Dabei handelt es sich um den ehemaligen Kultur- und Sportpalast, der seit seiner Erbauung 1986 als Multifunktionsarena diente. Für die Eishockey-Weltmeisterschaft 2004 wurde er grundlegend renoviert und in ČEZ Aréna umbenannt. Eigentümer ist die Aktiengesellschaft VÍTKOVICE ARÉNA, a.s., deren Mehrheitsaktionär die Stadt Ostrau ist.

## Spieler

### Meisterkader
- 1951/52: Miloš Hromniak, Zdeněk Nachmillner – Václav Bubník, Miloslav Otte, Oldřich Pavlík, František Planka, Eduard Remiáš, Zdeněk Šumlanský – Miloslav Blažek, Vladimír Bouzek, Stanislav Garstka, Zdeněk Návrat, Oldřich Seiml, Jindřich Schober, Ladislav Staněk, Ladislav Sysala – Trainer: Vladimír Bouzek
- 1980/81: Luděk Brož, Jaromír Šindel – Bohumil Kacíř, Jaroslav Lyčka, Milan Figala, Karel Dvořák, Milan Mokroš, Pavel Stankovič, Ivan Horák, Milan Šumichrast, Vladimír Kadlec – Miroslav Fryčer, Ladislav Svozil, Jaroslav Vlk, František Černík, Zbyněk Neuvirth, Miloš Říha, Radoslav Kuřidým, Miloš Holaň, Miloš Krayzel, Vladimír Stránský, Pavel Prorok, Miroslav Venkrbec, Luboš Zábojník, Lumír Kotala – Trainer: Jan Soukup, Karel Metelka

### Bekannte ehemalige Spieler
- Lukáš Klimek
- Filip Kuba
- Pavel Kubina
- David Moravec
- Rostislav Olesz
- Roman Šimíček
- Vladimír Vůjtek
- Tomáš Fleischmann
- Miroslav Fryčer
- Miloš Holaň
- Marek Malík
- Petr Mrázek
- Ondřej Palát
- Roman Polák
- Richard Šmehlík
- Zbyněk Irgl
- Marek Pinc
- František Černík

## Saisonstatistik seit 1993
| Saison    | Hauptrunde | Punkte | Platzierung | Kapitän                          | Cheftrainer |
| --------- | ---------- | ------ | ----------- | -------------------------------- | --- |
| 1993/1994 | 3. Platz   | 49     | 6. Platz    | Roman Ryšánek                    | Alois Hadamczik und Vladimír Vůjtek |
| 1994/1995 | 10. Platz  | 41     | 11. Platz   |                                  | Alois Hadamczik und Břetislav Bochenský, ab November 1994 Vladimír Stránský und Miroslav Fryčer, ab Januar 1995 Vladimír Stránský und František Černík |
| 1995/1996 | 9. Platz   | 37     | 10. Platz   |                                  | Vladimír Stránský und Ladislav Svozil, später Ladislav Svozil und František Černík                                                                     |
| 1996/1997 | 3. Platz   | 62     | 2. Platz    | Roman Šimíček                    | Vladimír Vůjtek, Ladislav Svozil |
| 1997/1998 | 2. Platz   | 69     | 3. Platz    | Roman Šimíček                    | Vladimír Vůjtek, Ladislav Svozil |
| 1998/1999 | 8. Platz   | 50     | 8. Platz    | Aleš Tomášek                     | Vladimír Vůjtek, Ladislav Svozil |
| 1999/2000 | 14. Platz  | 34     | 14. Platz   |                                  | Vladimír Vůjtek, Zbyněk Neuwirth, später Ján Šterbák und Mojmír Trličík, später Richard Farda, Vladimír Vůjtek und Mojmír Trličík                      |
| 2000/2001 | 6. Platz   | 80     | 3. Platz    | David Moravec                    | Alois Hadamczik, Kamil Konečný und Mojmír Trličík |
| 2001/2002 | 5. Platz   | 87     | 2. Platz    | David Moravec                    | Alois Hadamczik, Kamil Konečný und Mojmír Trličík |
| 2002/2003 | 5. Platz   | 82     | 5. Platz    | David Moravec                    | Ladislav Svozil und Aleš Tomášek |
| 2003/2004 | 6. Platz   | 82     | 7. Platz    | Roman Kaděra, später Jiří Burger | Ladislav Svozil und Aleš Tomášek |
| 2004/2005 | 7. Platz   | 80     | 4. Platz    | Jiří Burger, später Pavel Kubina | Ladislav Svozil und Aleš Tomášek, ersetzt durch Vladimír Vůjtek und Miloš Holaň                                                                        |
| 2005/2006 | 4. Platz   | 84     | 7. Platz    | Roman Šimíček                    | Vladimír Vůjtek, Miloš Holaň |
| 2006/2007 | 11. Platz  | 75     | 11. Platz   | Roman Šimíček                    | Vladimír Vůjtek, Miloš Holaň, Mojmír Trličík, ab November 2006 Miroslav Fryčer                                                                         |
| 2007/2008 | 11. Platz  | 72     | 11. Platz   | Roman Šimíček                    | Miroslav Fryčer, ab Dezember 2007 Ernest Bokroš |
| 2008/2009 | 8. Platz   | 79     | 8. Platz    | Roman Šimíček                    | Alois Hadamczik, Kamil Konečný und Zdeněk Moták |
| 2009/2010 | 4. Platz   | 88     | 2. Platz    | Jiří Burger                      | Alois Hadamczik, Kamil Konečný |
| 2010/2011 | 3. Platz   | 92     | 2. Platz    | Jiří Burger                      | Mojmír Trličík und Zdeněk Moták |
| 2011/2012 | 6. Platz   | 77     | 7. Platz    | Jiří Burger                      | Mojmír Trličík und Zdeněk Moták |
| 2012/2013 | 9. Platz   | 75     | 8. Platz    | Jiří Burger                      | Mojmír Trličík und Zdeněk Moták ersetzt durch Peter Oremus und Ladislav Svozil                                                                         |
| 2013/14   | 8. Platz   | 82     | 8. Platz    | Jiří Burger                      | Peter Oremus, Roman Šimíček |
| 2014/15   | 8. Platz   | 75     | 10.         | Jiří Burger                      | Peter Oremus, Roman Šimíček ersetzt durch Ladislav Svozil und Jakub Petr                                                                               |
| 2015/16   | 11. Platz  | 66     | 11. Platz   | Jiří Burger                      | Ladislav Svozil, Jakub Petr |
| 2016/17   | 8. Platz   | 76     | 9. Platz    | Rostislav Olesz                  | Jakub Petr, Pavel Trnka |
| 2017/18   | 4. Platz   | 92     | 5. Platz    | Rostislav Olesz                  | Jakub Petr, Pavel Trnka |
| 2018/19   | 7. Platz   | 83     | 7. Platz    | Rostislav Olesz                  | Jakub Petr, Pavel Trnka, Vladimír Vůjtek senior |
| 2019/20   | 13. Platz  |        | 13. Platz   | Jan Výtisk                       | Jakub Petr und Pavel Trnka; ersetzt durch Mojmír Trličík, Rostislav Klesla und Ladislav Svozil                                                         |
| 2020/21   | 8. Platz   |        | 10. Platz   | Roman Polák                      | Mojmír Trličík, Ladislav Svozil; ersetzt durch Miloš Holaň, Roman Šimíček und Radek Philipp                                                            |